# 旧城镇 (道真县)
旧城镇，是中华人民共和国贵州省遵义市道真仡佬族苗族自治县下辖的一个乡镇级行政单位。

## 行政区划
旧城镇下辖以下地区：
旧城村、河西村、长坝村、槐坪村、关坝村和永城村。